# Bécassine des bois
Gallinago nemoricola
Espèce
Statut de conservation UICN

 VU C2a(ii) : Vulnérable
La Bécassine des bois (Gallinago nemoricola) est une espèce d’oiseaux appartenant à la famille des Scolopacidae.
Cet oiseau peuple les zones de basse altitude de l'Himalaya et des monts Hengduan ; il hiverne en Inde, au Sri Lanka et à travers le Nord de l'Indochine.